# Округ Карол (Тенеси)
Округ Карол (енгл. Carroll County) је округ у америчкој савезној држави Тенеси.

## Демографија
По попису из 2010. године број становника је 28.522, што је 953 (-3,2%) становника мање него 2000. године.
| Група             | 2000.          | 2010.          |
| Белци             | 25.643 (87,0%) | 24.455 (85,7%) |
| Афроамериканци    | 3.050 (10,3%)  | 2.879 (10,1%)  |
| Азијати           | 47 (0,2%)      | 56 (0,2%)      |
| Хиспаноамериканци | 386 (1,3%)     | 595 (2,1%)     |
| Укупно            | 29.475         | 28.522         |